# Roberta Howett
Roberta Howett (1981. szeptember 26. –) dublini születésű ír énekesnő, a The X Factor első évadában érte el a kilencedik helyezést 2004-ben.

## The X Factor: 2004
Howett jelentkezett a The X Factorba 2004-ben, ahol sikeresen eljutott az élő showba, viszont az első héten kiesett, így kilencedikként távozott a versenyből.
The X Factor előadások
- Utolsó 9 - Superstar (The Carpenters) (Kiesett)

## Szólókarrier
Több éves dalszerzés és stúdiómunka után Howett kiadta debütáló anyagát az Egyesült Királyságban és Írországban, habár inkább az utóbbi országban promotálta. Egy ír rádión jelentette be, három kislemezt ad ki Írországban, mielőtt megjelenik első albuma.
2010 február 26-án megjelent debütáló kislemeze, a Beautiful Lies, mely később az ír kislemezlista 23. helyezését érte el.
2011 júliusában a Niall Breslin háttérénekeseként jelent meg.

## Diszkográfia

### Albumok
| Év   | Album részletei                    | Legmagasabb helyezés | Eladások |
| Év   | Album részletei                    | IRE                  | Eladások |
| ---- | ---------------------------------- | -------------------- | -------- |
| 2012 | TBA - Formátum: digitális letöltés | TBA                  | TBA      |

### Kislemezek
| Év   | Cím            | Legmagasabb helyezés | Album |
| Év   | Cím            | IRE                  | Album |
| ---- | -------------- | -------------------- | ----- |
| 2010 | Beautiful Lies | 23                   | TBA   |

## Fordítás
- Ez a szócikk részben vagy egészben  a   Roberta Howett című angol Wikipédia-szócikk fordításán alapul.  Az eredeti cikk szerkesztőit annak laptörténete sorolja fel. Ez a jelzés csupán a megfogalmazás eredetét és a szerzői jogokat jelzi, nem szolgál a cikkben szereplő információk forrásmegjelöléseként.